# Carthago Nova
Carthago Nova was de Latijnse naam van de Spaanse stad Cartagena.   

## Carthagers
De stad is in de 3e eeuw voor het begin van de christelijke jaartelling gesticht door Hasdrubal de Schone, een legeraanvoerder uit Carthago. De stad werd Qart chadast (Nieuwe Stad) genoemd, net als Carthago. De plaats beschikte over een natuurlijke haven en lag dicht bij zilvermijnen. Mogelijk was de plaats ervoor al bewoond onder de naam Mastia.
Oorspronkelijk was Carthago een Fenicische nederzetting. Toen de oorspronkelijke Fenicische plaatsen als Tyrus, Sidon en Byblos overheerst werden door andere volkeren, begon het evenwicht van de Fenicische cultuur en de Fenicische machtssfeer naar het westen van de Middellandse Zee te verschuiven, met Carthago als nieuw centrum. Cartagena was onderdeel van de verdere verbreiding van deze invloedssfeer. Nieuw Carthago werd de belangrijkste haven voor de exploitatie van Spanje en was de hoofdstad van het geslacht van de Barciden. Hannibal Barkas vertrok van hier in 218 v.Chr. op zijn tocht over de Alpen naar Italië.
In de stad waren tempel voor Baäl en Esjmoen. Er was een paleis en ook een wapendepot en er was een garnizoen gelegerd.

## Romeinen
In 209 v.Chr. veroverden de Romeinen onder leiding van Publius Cornelius Scipio de stad, en ging zij onder de naam Carthago Nova (Nieuw Carthago) deel uitmaken van het Romeinse Rijk. Hiervan is ook de huidige naam Cartagena afgeleid. In de 1e eeuw v.Chr. werd het een Romeinse kolonie onder de naam Colonia Urbs Julia Nova Carthago. Dit betekende dat de vrije inwoners van de stad het Romeinse burgerschap ontvingen. Onder Augustus werden er een theater en een nieuw forum gebouwd. De stad lag in Hispania Tarraconensis tot het einde van de 3e eeuw, toen de provincie Hispania Carthaginensis werd gevormd met Carthago Nova als hoofdstad.

## Germanen
In 422 werd de stad ingenomen en geplunderd door de Vandalen. Later werd de stad onderdeel van het Visigotische Rijk in Spanje. Keizer Majorianus probeerde de stad te veroveren maar zijn vloot werd in 461 verslagen door de Vandalen. Halfweg de 6e eeuw werd de stad onderdeel van het Byzantijnse Rijk maar in 622 heroverde de Visgotische koning Swinthila de stad. Hierbij werd Carthago Nova bijna volledig verwoest. Intussen was de stad een bisschopszetel.
In 711 werd de stad veroverd door een Moors leger. Tijdens de Moorse overheersing had de stad onder meer de naam Qartayanna, en had zij een grote mate van autonomie.